# Орудьево (платформа)
Ору́дьево — остановочный пункт Савёловского направления Московской железной дороги в посёлке Орудьевского торфобрикетного предприятия Дмитровского городского округа Московской области.

## История
Названа по селу Орудьеву, находящемуся неподалёку.
На платформе останавливаются пригородные электропоезда, курсирующие, в основном, от Москвы до Савёлово и Дубны.
Боковая платформа у третьего пути имеет длину, увеличенную в сравнении с остальными в два раза. Это связано с существовавшим в конце 1980-х годов проектом запуска сдвоенных электропоездов (20-24 вагона) от Москвы по выходным дням. В начале 1990-х годов проект был признан неудачным и сдвоенные электропоезда были сняты.
Изначально была станцией. В период функционирования в качестве станции в течение нескольких сезонов была конечной для нескольких пар электропоездов. В 2007 году была проведена реконструкция станции, включавшая в себя ремонт островной платформы и замену контактной сети. Также была демонтирована часть 3-го пути, в результате чего 3 путь стал тупиковым и его использование возможно лишь для оборота электропоездов.
15 апреля 2010 года промежуточная станция 4 класса была закрыта по всем параграфам и преобразована в остановочный пункт. Код ЕСР сменился с 238601 на 238527.
В дальнейшем были разобраны первый и третий тупиковый пути, боковая платформа рядом с бывшим 3 путём была разобрана полностью, а островная платформа стала новой боковой.
В связи с развитием железнодорожных подъездов к морским портам России, в том числе по направлению Дмитров — Сонково — Мга — Порт Усть-Луга, планируется возврат разъезда по остановочному пункту Орудьево, а в дальнейшем прокладка второго главного пути.
В августе 2024 года разъезд был введён в пробную эксплуатацию.

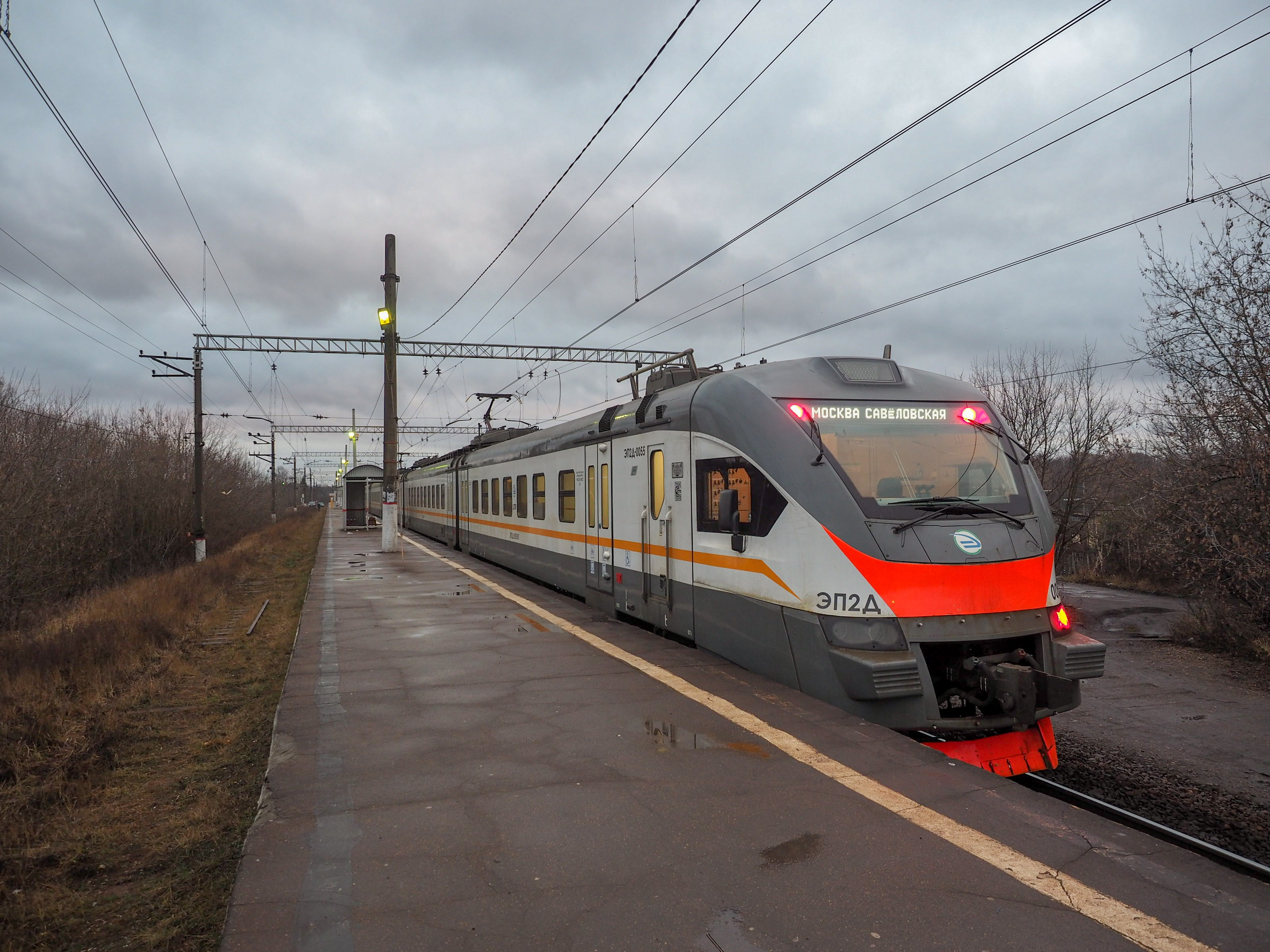
Платформа, вид на юг (2019)

Схема путей на начало XXI века (до конца 2010-х годов)

Существующая схема путей (2019)